# Lincoln, Iowa
Lincoln är en ort i Tama County i Iowa. Före 1918 hette orten Berlin men på grund av misstankar gällande de tyskättade invånarnas patriotism under första världskriget bytte man namn till Lincoln. Tanken bakom namnet Berlin hade varit att orten skulle heta Bellin men namnet hade i misstag registrerats som Berlin, vilken form hade bestått, när många av invånarna var av tysk härkomst och accepterade den formen. Vid 2010 års folkräkning hade Lincoln 161 invånare.